# أرتي كلارك
أرتي كلارك (بالإنجليزية: Artie Clarke)‏ هو لاعب كرة قاعدة أمريكي، ولد في 6 مايو 1865 في بروفيدنس في الولايات المتحدة، وتوفي في 14 نوفمبر 1949 في بروكلين في الولايات المتحدة.

## وصلات خارجية
- أرتي كلارك على موقعبيزبول رفرنس.كوم (الدوري الرئيسي) (الإنجليزية)
- أرتي كلارك على موقعبيزبول رفرنس.كوم (الدوري الثانوي) (الإنجليزية)